# Sikosaari (ö i Södra Savolax, S:t Michel, lat 61,77, long 26,92)
Sikosaari är en halvö i Finland. Den ligger i sjön Valkjärvi och i kommunen Sankt Michel i den ekonomiska regionen  S:t Michel och landskapet Södra Savolax, i den södra delen av landet, 210 km nordost om huvudstaden Helsingfors.